# 美州
美州，渤海国的怀远府所领九州之一。
美州治所在今在黑龙江省鹤岗市、双鸭山市附近，一说在今辽宁省昌图县。下辖山河、黑川、麓川三县。辽朝灭渤海，迁美州百姓于今辽宁省彰武县西北，置遂州管理。三县合并为一，山河县。《辽史·地理志》东京道：“遂州，本渤海美州地，采访使耶律佛德部下汉民置。 